# ملودیک دث متال

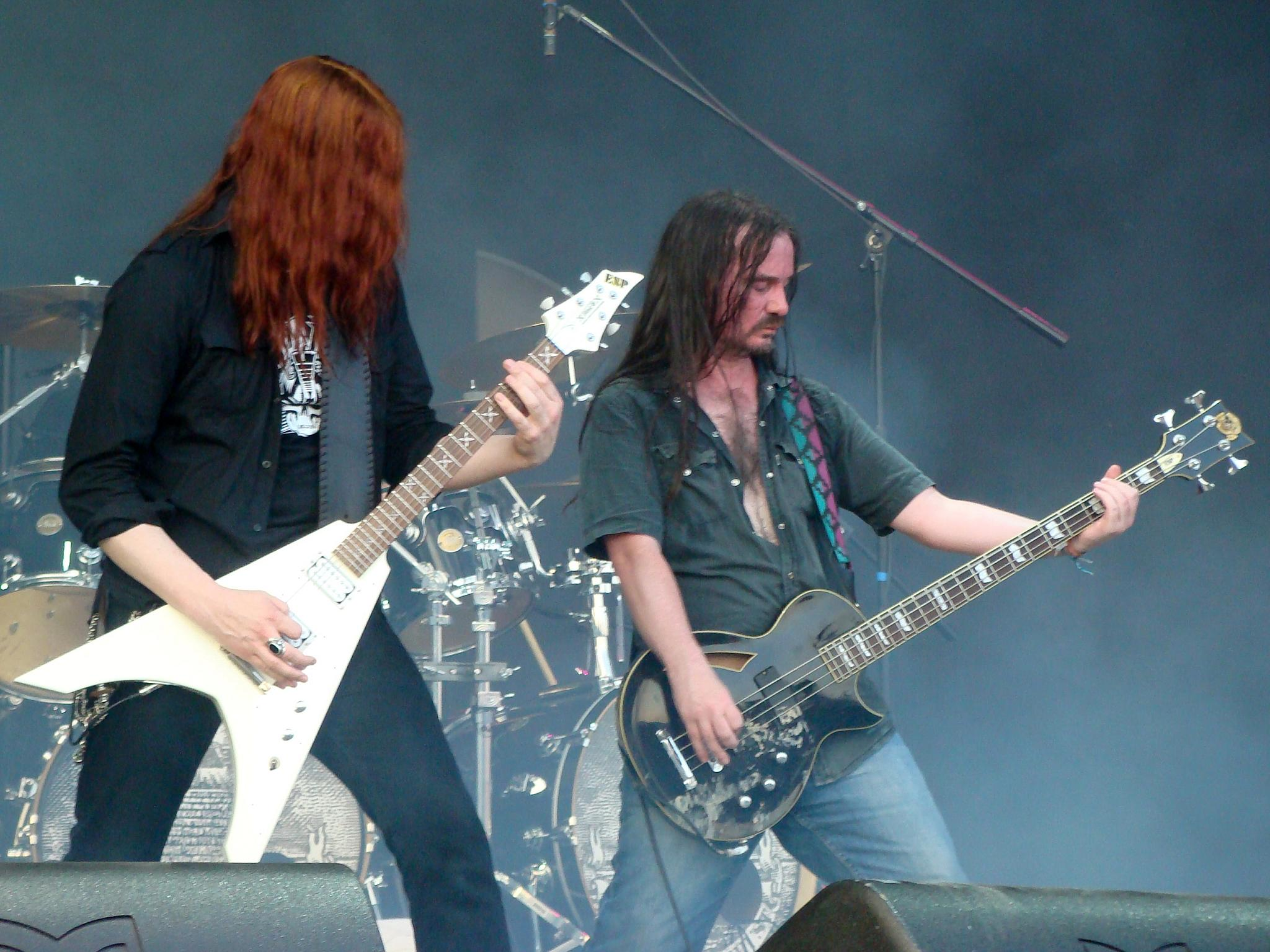
گروه انگلیسی کارکاس در جشنواره متال گادز ۲۰۰۸،آلبوم ۱۹۹۳ این گروه ،Hertwork، یکی از آلبوم‌های پیشرو در سبک ملودث در نظر گرفته می شود

ملودیک دث متال (به انگلیسی: Melodic Death Metal) که با عنوان ملودث هم شناخته می‌شود یکی از زیرشاخه‌های سبک موسیقی هوی متال است.در این نوع موسیقی عناصری از موسیقی که عمدتاً توسط گروه‌های موج نوی هوی متال انگلیسی اجرا می‌شود را با عناصری از سبک دث متال در هم می‌آمیزند.
این سبک از موسیقی در میانه‌های دهه ۱۹۹۰ میلادی توسط هنرمندانی از کشور سوئد سازماندهی و گسترش داده شده است. گروه‌هایی همچون اَت دگیتس، دیسِکشِن،دارک ترنکوئیلیتی و این فلیمز در این سبک موسیقی پیشرو بودند.
دث متال سوئدی در محبوبیت این سبک تاثیرگذار بود. از گروه‌های کلیدی دیگری که در گسترش ملودیک دث متال نقش داشتند گروه انگلیسی کارکاس بود که در ابتدا کار خود را با سبک گریندکور آغاز کرد، اما در ادامه به سبک ملودیک دث متال روی آورد که این تلاش آن‌ها در آلبوم ۱۹۹۳ آن‌ها، هارت‌وُرک، بیشتر نمود پیدا کرد.